# Glossotrophia desertata
Glossotrophia desertata är en fjärilsart som beskrevs av Franz Dannehl 1933. Glossotrophia desertata ingår i släktet Glossotrophia och familjen mätare. Inga underarter finns listade i Catalogue of Life.